# Cugat Mèdia
Cugat Mèdia (anteriorment Cugat.cat) és un mitjà de comunicació públic multimèdia de Sant Cugat del Vallès que compta amb una freqüència de ràdio al 91.5 FM, un portal d'internet i una televisió en línia. Fundat el juny de 1982 com a Ràdio Sant Cugat, l'any 2009, l'Organisme Autònom Municipal d'Informació i Comunicació Ciutadana, l'ens municipal propietari, va canviar-li el nom per Cugat.cat. Des del 2012 forma part de La Xarxa de Comunicació Local.

## Història
El 13 de juny de 1982 nasqué l'emissora Ràdio Sant Cugat, sota la direcció de Ramon Grau. Amb el manifest «Ràdio Sant Cugat, al teu costat», la nova incorporació va suposar el naixement del primer mitjà local d'aquella població. La primera notícia que va emetre l'entitat situada llavors al carrer de Sant Antoni va ser la inauguració de la Copa del Món de Futbol de 1982. Durant l'obertura i el tancament de cada emissió, la banda sonora utilitzada era Els segadors, fent evident el vessant catalanista del projecte.
L'any 1986, però, l'emissora va haver de tancar per falta de llicència per a emetre, fins a la seva reobertura al carrer de Sant Jordi al cap de quatre anys. L'emissora adquirí titularitat municipal l'any 1992, i un any més tard passà a formar part de l'Organisme Autònom de Comunicació i Informació Ciutadana de l'Ajuntament de Sant Cugat. El lloc web de la ràdio es convertí en una de les primeres a la ciutat en obtenir el domini punt cat. El 2006 l'emissora instal·là els seus nous estudis al carrer Plana de l'Hospital.
Al llarg de la seva trajectòria ha rebut diverses mencions i reconeixements, entre ells el premi Ciutat de Sant Cugat 2007 a Ràdio Sant Cugat pels seus 25 anys, el premi Ràdio Associació de Catalunya 2008 a Ràdio Sant Cugat per la millor proposta d'innovació per la seva conversió en el grup de comunicació multimèdia Cugat.cat, i el premi Innova dels Premis de la Comunicació Local de la Diputació de Barcelona 2011.